# Console table
Console table (còn gọi là bàn chân quỳ) là một loại bàn nhỏ và hẹp, thường được gắn cố định hoặc dựa vào tường. Loại bàn này thường được dùng trong trang trí nội thất; công dụng không có quá nhiều. Do vậy, console table phổ biến hơn trong thiết kế nội thất cao cấp, đặc biệt là phong cách Tân cổ điển hoặc Modern Classic. 
Loại bàn này thường cao từ 70cm - 100cm. Chất liệu đa dạng: gỗ, kim loại, sơn mài, cẩm thạch,...

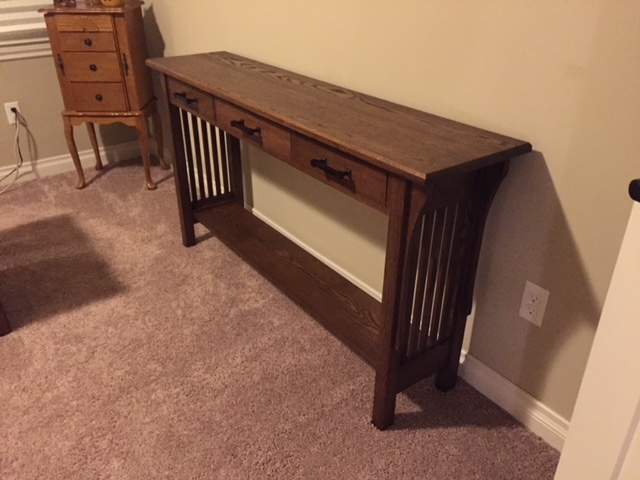
Một mẫu bàn console gỗ

## Lịch sử
Console table xuất hiện lần đầu tiên vào thế kỷ 17 tại Pháp. Mẫu bàn đầu tiên được giới thiệu là một tấm hình chữ nhật được hỗ trợ bởi các giá đỡ gắn trên tường. Từ đó tới nay, console table đã phát triển khá nhiều.
Thay đổi lớn nhất nằm ở hình dáng của bàn. Không chỉ là những kệ gắn tường, console table có phần chân cách điệu đẹp mắt. Mặt bàn thẳng, uốn lượn hoặc dáng demi-lunes bán nguyệt thanh lịch.
Những mẫu bàn console cổ điển được dùng cho giới quý tộc thường có phần chân cong trạm trổ, sau khi du nhập vào Việt Nam gọi là bàn chân quỳ. Tuy nhiên, với sự phát triển đa dạng mẫu mã, từ này không còn phù hợp cũng như phổ biến nữa.

## Công dụng
Console table chủ yếu sử dụng với tác dụng trang trí. Tuy nhiên, tại một số vị trí nó cũng có công năng nhất định.
- Đặt cạnh cửa ra vào: để chìa khoá, thư từ, túi xách
- Đặt sau ghế sofa: tiện lấy đồ uống, trang trí
- Đặt sát tường phòng khách, lối đi: cách dùng phổ biến nhất để trang trí